# Rusîvel, Hoșcea
Rusîvel (în ucraineană Русивель) este localitatea de reședință a comunei Rusîvel din raionul Hoșcea, regiunea Rivne, Ucraina.

## Demografie
Componența lingvistică a localității Rusîvel
     Ucraineană (98,69%)
     Rusă (1,31%)
Conform recensământului din 2001, majoritatea populației localității Rusîvel era vorbitoare de ucraineană (98,69%), existând în minoritate și vorbitori de rusă (1,31%).